# The Skids
The Skids är ett skotskt band som bildades 1977 och splittrades 1982. Ett av bandets mest kända album är Scared to Dance från 1978.
Mest är bandet känt för låtarna "Into the Valley" (som än idag är Dunfermline Athletic FC:s ledmotiv) och "Working for the Yankee Dollar" och föll ett tag lite i glömska, men blev åter kända när U2 och Green Day sjöng in en cover på deras låt "The Saints Are Coming" år 2006. Under sommaren 2007 gjorde gruppen en återförening och åkte på turné i Storbritannien. Bruce Watson spelade alla gitarrer under denna turné. Bandet har varit aktivt sedan 2016.

## Bandmedlemmar
Originalmedlemmar
- Richard Jobson – sång, gitarr
- Stuart Adamson – gitarr, bakgrundssång (slutade juni 1981, död 2001)
- Bill Simpson – basgitarr, bakgrundssång
- Tom Kellichan – trummor

Nuvarande medlemmar
- Richard Jobson – sång, gitarr
- William Simpson – basgitarr, sång
- Mike Baillie – trummor, sång, percussion
- Bruce Watson – gitarr, sång
- Jamie Watson – gitarr, sång

Tidigare medlemmar
- Stuart Adamson – gitarr, sång
- Tom Kellichan – trummor
- Russell Webb – basgitarr, sång, keyboard, percussion

## Diskografi
Studioalbum
- Wide Open (1978) (EP)
- Scared to Dance (1979)
- Days in Europa (1979)
- The Absolute Game (1980)
- Joy (1981)
- Burning Cities (2018)

Samlingsalbum
- Dunfermline (1987)
- The Very Best of the Skids (1991)
- Sweet Suburbia: The Best of the Skids (1995)
- Into the Valley: The Best of the Skids (2004)
- The Saints Are Coming: The Best of the Skids (2007)

Livealbum
- BBC Radio 1 Live in Concert (1979)
- Masquerade Masquerade: The Skids Live (2007)